# Salem Saad
Salem Saad Mubarak Saad Al-Abadla  kortweg Salem Saad (1 september 1978 – 18 november 2009) was een voetballer uit de Verenigde Arabische Emiraten.
Saad speelde als aanvaller en was aanvoerder van Al Shabab toen die club kampioen werd in het seizoen 2007/08. Sinds 2009 speelde hij voor Al-Nassr. Hij kwam ook voor de Verenigde Arabische Emiraten, onder andere op het wk onder 20 in 1997 en in 2006 bij kwalificatiewedstrijden voor het WK in 2010. 
Hij kreeg op 18 november 2009 aan een hartaanval tijdens de training met zijn club en overleed in het ziekenhuis.
Ook zijn vader, Saad Al Abadla, was op dezelfde manier overleden tijdens de training van diens club Al Shabab.